# Grunwaldzkie Konteksty
„Grunwaldzkie Konteksty” – rocznik naukowy wydawany w latach 2003-2010 przez Ogólnopolski Ruch Programowo-Metodyczny Związku Harcerstwa Polskiego „Wspólnota Drużyn Grunwaldzkich” z siedzibą w Olsztynie.
Wydawnictwo adresowane było przede wszystkim do instruktorów harcerskich zainteresowanych tematyką, członków „Wspólnoty Drużyn Grunwaldzkich”, historyków, nauczycieli, wychowawców oraz osób zainteresowanych edukacją patriotyczną.
„Grunwaldzkie Konteksty” prezentowały dorobek „Wspólnoty Drużyn Grunwaldzkich”. Tematyka, która poruszana była w każdym tomie to:
- informacje na temat obchodów kolejnej rocznicy bitwy pod Grunwaldem,
- sprawy „Wspólnoty Drużyn Grunwaldzkich”,
- artykuły dotyczące historii, a także kwestii edukacji patriotycznej – ukazujące się w ramach działu „Grunwaldiana”,
- materiały naukowe dotyczące tematu,
- podsumowanie rocznej realizacji programu grunwaldzkiego przez „Drużyny Grunwaldzkie”.

Stałe działy uzupełniane były materiałami poświęconymi także innym aspektom dotyczącym tematu.
Ukazały się:
- Tom 1 (2003) – Olsztyn 2003, s. 256, ISBN 83-906388-6-X, redakcja: hm. Barbara Bogdańska-Pawłowska, hm. Edward Góźdź, hm, Katarzyna Ludwiszewska,
- Tom 2 (2004) – Olsztyn - Grunwald 2005, s. 280, ISBN 83-920824-1-9, redaktor naukowy hm. Rafał M. Socha,
- Tom 3 (2010) – Olsztyn 2010, s. 296, ISBN 978-83-927403-5-3, redaktor hm. Joanna Kowalewska.

Tytuł „Grunwaldzkie Konteksty” nosiły również rozdziały w książkach wydawanych przez „Wspólnotę Drużyn Grunwaldzkich” w latach 2000-2002: 
- Barbara Bogdańska-Pawłowska, Rafał M. Socha, Henryk Leśniowski (red.): Z czym w XXI wiek – Wczoraj, dziś i jutro "Wspólnoty Drużyn Grunwaldzkich", Olsztyn 2000, s. 264, ISBN 83-906388-1-7,
- Barbara Bogdańska-Pawłowska, Henryk Leśniowski (red.): Z kim w XXI wiek – Księga Drużyn Grunwaldzkich wydana w X rocznicę powstania „Wspólnoty”, Olsztyn 2001, s. 328, ISBN 83-906388-2-7,
- Barbara Bogdańska-Pawłowska: Jak w XXI wiek - Poradnik Drużynowego Drużyny Grunwaldzkiej, Olsztyn 2002, s. 254, ISBN 83-906388-3-5.